# Elecciones a la Junta General del Principado de Asturias de 1983
Las elecciones a la Junta General del Principado de Asturias de 1983, las primeras elecciones autonómicas en democracia, tuvieron lugar el 8 de mayo de 1983. Resultó ganador por mayoría absoluta el PSOE. Como consecuencia, Pedro de Silva Cienfuegos-Jovellanos fue investido presidente del Principado de Asturias, sucediendo a Rafael Fernández Álvarez, que ocupaba el cargo desde la aprobación del Estatuto de Autonomía en 1982.

## Resultados
| Elecciones a la Junta General del Principado de Asturias de 1983 → |                                                             |                          |         |       |         |     |
| Presidente y gobierno | Partido                                                     | Candidato                | Votos   | %     | Escaños | +/- |
| - Presidente: Pedro de Silva Cienfuegos-Jovellanos - Gobierno: PSOE - Censo: 873.690 - Votantes: 568.271 (65,04%) - Abstención: 305.419 (35,16%) - Válidos: 564.520 - A candidatura: 562.222 (99,6%) | Partido Socialista Obrero Español (PSOE)                    | Pedro de Silva           | 293.320 | 51,96 | 26      |     |
| - Presidente: Pedro de Silva Cienfuegos-Jovellanos - Gobierno: PSOE - Censo: 873.690 - Votantes: 568.271 (65,04%) - Abstención: 305.419 (35,16%) - Válidos: 564.520 - A candidatura: 562.222 (99,6%) | Coalición Popular (AP-PDP-UL)                               | Francisco Álvarez-Cascos | 170.654 | 30,23 | 14      |     |
| - Presidente: Pedro de Silva Cienfuegos-Jovellanos - Gobierno: PSOE - Censo: 873.690 - Votantes: 568.271 (65,04%) - Abstención: 305.419 (35,16%) - Válidos: 564.520 - A candidatura: 562.222 (99,6%) | Partido Comunista de Asturias (PCA-PCE)                     | Francisco Javier Suárez  | 60.521  | 10,72 | 5       |     |
| - Presidente: Pedro de Silva Cienfuegos-Jovellanos - Gobierno: PSOE - Censo: 873.690 - Votantes: 568.271 (65,04%) - Abstención: 305.419 (35,16%) - Válidos: 564.520 - A candidatura: 562.222 (99,6%) | Centro Democrático y Social (CDS)                           |                          | 21.829  | 3,87  | 0       |     |
| - Presidente: Pedro de Silva Cienfuegos-Jovellanos - Gobierno: PSOE - Censo: 873.690 - Votantes: 568.271 (65,04%) - Abstención: 305.419 (35,16%) - Válidos: 564.520 - A candidatura: 562.222 (99,6%) | Partido Socialista de los Trabajadores (PST)                |                          | 4.703   | 0,83  | 0       |     |
| - Presidente: Pedro de Silva Cienfuegos-Jovellanos - Gobierno: PSOE - Censo: 873.690 - Votantes: 568.271 (65,04%) - Abstención: 305.419 (35,16%) - Válidos: 564.520 - A candidatura: 562.222 (99,6%) | Candidatura Comunista (PRUC-PCPE)                           |                          | 4.226   | 0,75  | 0       |     |
| - Presidente: Pedro de Silva Cienfuegos-Jovellanos - Gobierno: PSOE - Censo: 873.690 - Votantes: 568.271 (65,04%) - Abstención: 305.419 (35,16%) - Válidos: 564.520 - A candidatura: 562.222 (99,6%) | Movimiento Comunista-Liga Comunista Revolucionaria (MC-LCR) |                          | 2.833   | 0,50  | 0       |     |
| - Presidente: Pedro de Silva Cienfuegos-Jovellanos - Gobierno: PSOE - Censo: 873.690 - Votantes: 568.271 (65,04%) - Abstención: 305.419 (35,16%) - Válidos: 564.520 - A candidatura: 562.222 (99,6%) | Ensame Nacionalista Astur (ENA)                             | Andrés Solar             | 2.505   | 0,44  | 0       |     |
| - Presidente: Pedro de Silva Cienfuegos-Jovellanos - Gobierno: PSOE - Censo: 873.690 - Votantes: 568.271 (65,04%) - Abstención: 305.419 (35,16%) - Válidos: 564.520 - A candidatura: 562.222 (99,6%) | Coalición Lucha Popular (CLP)                               |                          | 867     | 0,15  | 0       |     |
| - Presidente: Pedro de Silva Cienfuegos-Jovellanos - Gobierno: PSOE - Censo: 873.690 - Votantes: 568.271 (65,04%) - Abstención: 305.419 (35,16%) - Válidos: 564.520 - A candidatura: 562.222 (99,6%) | Mocedades Estudiantes y Trabajadores (MET)                  |                          | 764     | 0,14  | 0       |     |
| - Presidente: Pedro de Silva Cienfuegos-Jovellanos - Gobierno: PSOE - Censo: 873.690 - Votantes: 568.271 (65,04%) - Abstención: 305.419 (35,16%) - Válidos: 564.520 - A candidatura: 562.222 (99,6%) | En blanco                                                   | N/A                      | 2.298   | 0,41  | N/A     | N/A |
| - Presidente: Pedro de Silva Cienfuegos-Jovellanos - Gobierno: PSOE - Censo: 873.690 - Votantes: 568.271 (65,04%) - Abstención: 305.419 (35,16%) - Válidos: 564.520 - A candidatura: 562.222 (99,6%) | Nulos                                                       | N/A                      |         |       | N/A     | N/A |

### Investidura del Presidente del Principado de Asturias
| Candidato                 | Fecha                                                   | Voto       |    |    |   | Total |
| ------------------------- | ------------------------------------------------------- | ---------- | -- | -- | - | ----- |
| Pedro de Silva (FSA-PSOE) | 15 de junio de 1983 Mayoría requerida: Absoluta (23/45) | Sí         | 26 |    |   | 26/45 |
| Pedro de Silva (FSA-PSOE) | 15 de junio de 1983 Mayoría requerida: Absoluta (23/45) | No         |    | 14 |   | 14/45 |
| Pedro de Silva (FSA-PSOE) | 15 de junio de 1983 Mayoría requerida: Absoluta (23/45) | Abstención |    |    | 5 | 5/45  |

## Por circunscripciones
| Circunscripción central |                                          |         |        |         |     |
| Resultados | Candidatura                              | Votos   | %      | Escaños | +/- |
| - Censo: 663.934 - Votantes: 440.623 (66,37%) - Abstención: 223.311 (33,63%) - Blancos: 1.662 (0,25%) - Nulos: 2.617 (0,39%) | Partido Socialista Obrero Español (PSOE) | 238.855 | 54,54% | 19      | 19  |
| - Censo: 663.934 - Votantes: 440.623 (66,37%) - Abstención: 223.311 (33,63%) - Blancos: 1.662 (0,25%) - Nulos: 2.617 (0,39%) | Coalición Popular (AP-PDP-UL)            | 121.108 | 27,65% | 9       | 9   |
| - Censo: 663.934 - Votantes: 440.623 (66,37%) - Abstención: 223.311 (33,63%) - Blancos: 1.662 (0,25%) - Nulos: 2.617 (0,39%) | Partido Comunista de Asturias (PCA)      | 50.693  | 11,52% | 4       | 4   |

| Circunscripción occidental                                                                                             |                                          |        |        |         |     |
| Resultados | Candidatura                              | Votos  | %      | Escaños | +/- |
| - Censo: 137.838 - Votantes: 79.025 (57,32%) - Abstención: 58.853 (42,68%) - Blancos: 439 (0,32%) - Nulos: 785 (0,57%) | Partido Socialista Obrero Español (PSOE) | 33.314 | 42,58% | 4       | 4   |
| - Censo: 137.838 - Votantes: 79.025 (57,32%) - Abstención: 58.853 (42,68%) - Blancos: 439 (0,32%) - Nulos: 785 (0,57%) | Coalición Popular (AP-PDP-UL)            | 29.111 | 37,21% | 3       | 3   |
| - Censo: 137.838 - Votantes: 79.025 (57,32%) - Abstención: 58.853 (42,68%) - Blancos: 439 (0,32%) - Nulos: 785 (0,57%) | Partido Comunista de Asturias (PCA)      | 8.165  | 10,44% | 1       | 1   |

| Circunscripción oriental                                                                                              |                                          |        |        |         |     |
| Resultados | Candidatura                              | Votos  | %      | Escaños | +/- |
| - Censo: 71.878 - Votantes: 48.623 (67,65%) - Abstención: 23.255 (22,45%) - Blancos: 197 (0,27%) - Nulos: 349 (0,49%) | Partido Socialista Obrero Español (PSOE) | 21.121 | 43,75% | 3       | 3   |
| - Censo: 71.878 - Votantes: 48.623 (67,65%) - Abstención: 23.255 (22,45%) - Blancos: 197 (0,27%) - Nulos: 349 (0,49%) | Coalición Popular (AP-PDP-UL)            | 20.435 | 42,33% | 2       | 2   |